# Piotr Jurczyk
Piotr Jurczyk (ur. 1971 w Świnoujściu, zm. 16 września 2020) – polski bokser.

## Życiorys
Karierę sportową rozpoczynał w Szczecinie, w klubie Sztorm Szczecin. Następnie był zawodnikiem Olimpii Poznań. W 1992 wywalczył tytuł mistrza Polski w wadze superciężkiej. Uczestniczył w Mistrzostwach Świata w Boksie w Tampere (1993). Dwukrotnie walczył na Mistrzostwach Europy (w Göteborgu w 1991 i Bursie w 1993). W 1998 został bokserem zawodowym i stoczył 23 walki (bilans 10-23). Po zakończeniu kariery zawodniczej pracował jako trener. Trenował m.in. w KKS Sporty Walki Poznań. Zmarł na czerniaka złośliwego skóry po długiej walce z chorobą, mimo zebrania przez darczyńców odpowiedniej sumy na leczenie. Przeszedł trzynaście serii chemioterapii i operację neurochirurgiczną.